# The Big Dig (Si-an)
The Big Dig je název uměleckého, architektonického díla v Číně, v hlavním městě čínské provincie Šen-si, Si-anu. Autorem hříčky je německý zahradně-architektonický ateliér Topotek 1, samotné dílo navrhl Martin Cano. Projekt byl zahájen v roce 2010 a dokončen v roce 2011. Dílo bylo oceněno prvními cenami v soutěžích ve Wolfsburg, Tiergarten nebo Eberswalde. Projekt má mimo své pojetí vizuální a akustické hříčky stylizovaně představovat roli Číny jako zesilovače, říše, která je středobodem planety spojujícím ozvěny kulturních trendů z celého světa.
Dílo bylo připraveno pro Sianskou mezinárodní zahradnickou výstavu v roce 2011. Německé studio vytvořilo exponát který ztvárňuje „nekonečnou“ díru, nabízející vizuální a zvukovou cestu na vzdálená místa planety. The Big Dig, imaginárně naplňuje představy dětí, že lze prokopat díru na druhý konec světa.
Deset metrů široký otvor v zemi je vytvořen jako betonová konstrukce pečlivě pokrytá umělým trávníkem, podobně jako veškeré okolí. Dílo je obklopeno oplocením ze skla. Zvukové smyčky v expozici přehrávají zvuky z jiných míst planety, což má představovat spojení otvorem s Argentinou, Švédskem, Německem a USA. Tato iluze je oceňována návštěvníky.